# Тондошенское сельское поселение
Тондошенское се́льское поселе́ние — муниципальное образование в Турочакском муниципальном районе Республики Алтай Российской Федерации.
Административный центр — село Тондошка.

## История
Статус и границы сельского поселения установлены Законом Республики Алтай от 13 января 2005 года № 10-РЗ «Об образовании муниципальных образований, наделении соответствующим статусом и установлении их границ».

## Население
| 2010 | 2011 | 2012 | 2013 | 2014 | 2015 | 2016 | 2017 | 2018 |
| ---- | ---- | ---- | ---- | ---- | ---- | ---- | ---- | ---- |
| 959  | ↗961 | ↘927 | ↘914 | ↘907 | ↘889 | ↗891 | ↘875 | ↘859 |
| 2019 | 2020 | 2021 |      |      |      |      |      |      |
| ↗883 | ↘874 | ↘812 |      |      |      |      |      |      |

## Состав сельского поселения
| № | Населённый пункт | Тип населённого пункта       | Население |
| - | ---------------- | ---------------------------- | --------- |
| 1 | Тондошка         | село, административный центр | ↗294      |
| 2 | Верх-Бийск       | село                         | ↗465      |
| 3 | Санькин Аил      | село                         | ↘115      |
| 4 | Огни             | село                         | →17       |